# بريان لاسمي
بريان لاسمي (بالفرنسية: Bryan Lasme) هو لاعب كرة قدم فرنسي في مركز الهجوم، ولد في 14 نوفمبر 1998 في مونتوبان في فرنسا. لعب مع نادي سوشو.

## وصلات خارجية
- بريان لاسمي على موقع رابطة كرة القدم الفرنسية للمحترفين (الإنجليزية)
- بريان لاسمي على موقع قاعدة بيانات كرة القدم.إي يو (الإنجليزية)
- بريان لاسمي على موقع ليكيب (الفرنسية)
- بريان لاسمي على موقع Soccerway.com (الإنجليزية)
- بريان لاسمي على موقع عالم كرة القدم.نت (الإنجليزية)